# Eladio
Eladio o Eladia es un nombre propio de persona de origen latino. En Italia se ha conservado como Elladio.
 En catalán, Eladi o El·ladi.

## Variantes en otras lenguas
- Vasco: Eladi
- Catalán: El·ladi, Eladi, Hel·ladi, Heladi
- Gallego: Eladio
- Greco bizantino: ‘Ελλαδιος (Helladios)[2]
- Latín: Helladius o Elladius[1][2]
- Francés: Hellade o Elade
- Polaco: Heladiusz, Eladiusz
- Español: Eladio[2] o Heladio

## Origen y difusión
Es continuación del nombre tardo griego ‘Ελλαδιος (Helladios), que quiere decir "proveniente de la 'Hellade'", en italiano Ellade (o sea, Grecia), es decir "greco" o "greca"; Significado análogo tiene el nombre Greca.

## Onomástica
Su onomástica se puede festejar en memoria de varios santos, entre los siguientes:
- 8 de enero, san Eladio, mártir con san Teófilo en Libia.[3][4]
- 18 de febrero, Eladio de Toledo, obispo de Toledo[3][4]
- 8 de mayo, san Eladio de Auxerre, obispo de Auxerre[3][4]
- 28 de mayo, san Elladio, mártir en Roma.[4]

## Personas

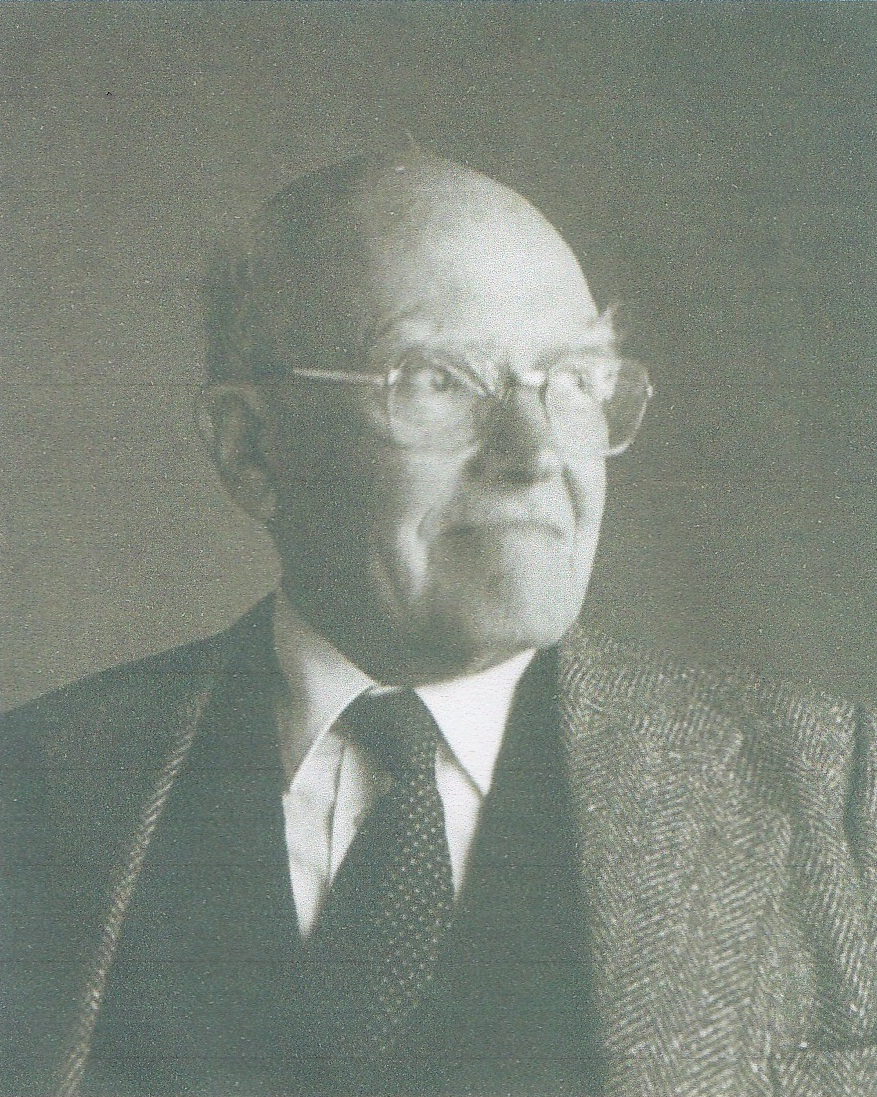
Eladio Dieste

- Eladio Aponte Aponte, militar y magistrado venezolano
- Eladio de Toledo, obispo y santo visigodo
- Eladio Dieste, ingeniero y arquitecto uruguayo
- Eladio Jiménez, ciclista español
- Eladio Reyes, futbolista peruano
- Eladio Rojas, futbolista chileno
- Eladio Silvestre, futbolista español
- Eladio Vaschetto, futbolista y entrenador argentino
- Eladio José Lugo Olaves, músico y compositor venezolano
- Eladio Carrión, cantante estadounidense